# Il'ja Koval'čuk
Il'ja Valer'evič Koval'čuk (in russo Илья Валерьевич Ковальчук?; trasl. angl. Ilya Valerevich Kovalchuk; Tver', 15 aprile 1983) è un hockeista su ghiaccio russo che gioca come attaccante nella KHL con la maglia dello SKA San Pietroburgo.
Koval'čuk ha giocato per undici stagioni nella National Hockey League vestendo le maglie degli Atlanta Thrashers e dei New Jersey Devils. Fu selezionato in prima posizione assoluta nel Draft 2001 dagli Atlanta Thrashers, esordendo nella stagione 2001-02 con una nomination al Calder Memorial Trophy come miglior rookie della lega. Fu tre volte NHL All-Star e vinse un Maurice Richard Trophy per il maggior numero di reti messe a segno nel 2004. Dopo otto stagioni con i Thrashers nel febbraio del 2010 si trasferì ai Devils, con un contratto record valido per 15 stagioni. Dopo i mesi trascorsi con lo SKA San Pietroburgo durante il lockout nell'estate del 2013 scelse all'improvviso di ritornare in patria per trascorrere più tempo con la propria famiglia.
A livello internazionale Koval'čuk ha giocato per la Russia nei mondiali U18, U20, nel Campionato mondiale, la World Cup e i Giochi olimpici, conquistando due mondiali consecutivi nel 2008 e nel 2009.

## Carriera

### Club

#### Esordi
Koval'čuk giocò due stagioni nella Vysšaja Liga con la maglia dello Spartak Mosca prima di esordire nella NHL. Nel draft del 2001 fu selezionato in prima posizione assoluta dagli Atlanta Thrashers, divenendo il primo giocatore russo ad essere eletto come prima scelta nella storia della NHL. Koval'čuk in Russia vestì la maglia numero 17 in onore di Valerij Charlamov, superstar sovietica degli anni settanta.

#### Atlanta Thrashers

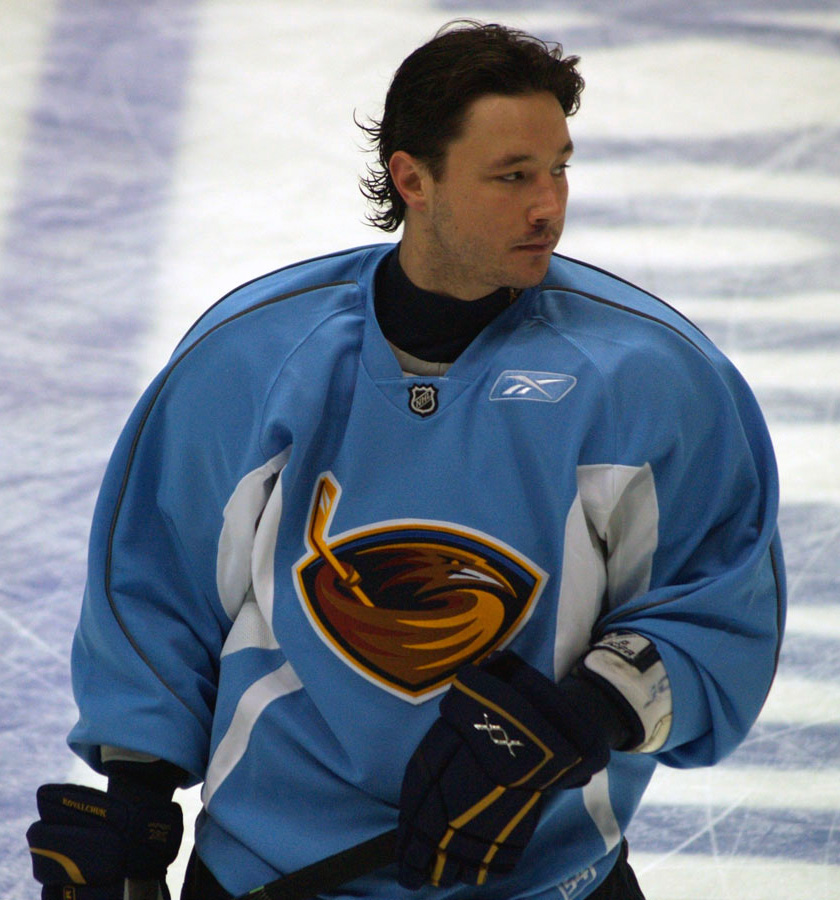
Koval'čuk con i Thrashers nella stagione 2005–06.

Nella stagione da rookie 2001–02 Koval'čuk segnò 29 reti per un totale di 51 punti, nonostante 17 gare saltate al termine della stagione regolare a causa di un infortunio alla spalla. Concluse secondo alle spalle del compagno di squadra Dany Heatley per la vittoria del Calder Trophy come miglior rookie dell'anno. Entrambi in quella stagione furono inclusi dell'NHL All-Rookie Team. Dopo essersi migliorato nella seconda stagione con 38 reti e 67 punti totali, Koval'čuk mise a segno 41 gol nella stagione 2003–04, conquistando il Maurice Richard Trophy come miglior marcatore a pari merito con il capitano dei Calgary Flames Jarome Iginla e al giocatore dei Columbus Blue Jackets Rick Nash. Nella stessa stagione registrò 46 assist per un totale di 87 punti, secondo insieme a Joe Sakic dei Colorado Avalanche nella classifica marcatori alle spalle di Martin St. Louis. Quell'anno partecipò per la prima volta ad un NHL All-Star Game.
Durante il lockout della stagione 2004-2005 Koval'čuk ritornò in Russia giocando nella Superliga con le maglie dell'Ak Bars Kazan' e del Chimik Mytišči. L'anno dopo ritornò ai Thrashers concludendo la stagione nel 52 reti, a pari merito con il rookie dei Washington Capitals Aleksandr Ovečkin al terzo posto nella speciale classifica alle spalle di Jonathan Cheechoo (56) e Jaromír Jágr (54). Per la seconda stagione consecutiva, grazie anche ai 46 assist, fu il miglior marcatore della squadra, all'ottavo posto nella lega. Fu inoltre il primo giocatore nella storia della franchigia dei Thrashers a superare la soglia delle 50 reti in stagione regolare.
Per la prima volta in carriera nella stagione 2006–07 il rendimento offensivo di Koval'čuk calò, con 42 reti e 34 assist per un totale di 76 punti. Nonostante tale calo per la prima volta in carriera i Thrashers guadagnarono la qualificazione ai playoff dopo aver conquistato il titolo della Southeast Division. Koval'čuk segnò una rete e fornì un assist nella serie persa per 4-0 contro i New York Rangers.
La stagione 2007–08 Koval'čuk eguagliò il record di 52 reti in stagione regolare, contribuendo con 35 assist a raggiungere quota 87 punti. La stagione successiva con la partenza di Bobby Holik per i New Jersey Devils rimase vacante il ruolo di capitano dei Thrashers. Koval'čuk fu uno dei cinque capitani alternativi designati all'inizio della stagione in attesa della scelta definitiva; nel gennaio del 2009 il general manager Don Waddell e l'allenatore John Anderson scelsero il russo come nuovo capitano. L'annuncio giunse nonostante le voci riguardanti il contratto dei giocatore con i thrashers, in scadenza al termine della stagione 2009-2010. Koval'čuk concluse la sua prima stagione da capitano per la quinta volta consecutiva oltre quota 40 reti, per un totale di 91 punti.

#### New Jersey Devils

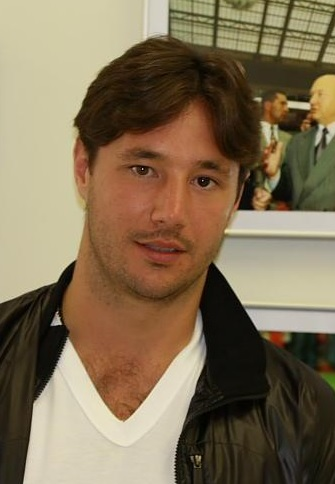
Koval'čuk nel 2009

Durante l'ultimo anno di contratto con Atlanta, nella stagione 2009–10, Koval'čuk non riuscì a raggiungere un accordo con la proprietà per il prolungamento del contratto. Il general manager Don Waddell offrì due alternative, una della durata di 12 anni per 101 milioni di dollari, l'altra da 7 anni per 70 milioni di dollari, entrambe rifiutate dal giocatore. Piuttosto che vederlo partire come free agent al termine del campionato, la società il 4 febbraio 2010 si accordò per cedere Koval'čuk ai New Jersey Devils. In cambio del russo e del difensore Anssi Salmela giunsero ad Atlanta il difensore Johnny Oduya, i giovani attaccanti Niclas Bergfors e Patrice Cormier ed una scelta al primo turno del Draft 2010. Koval'čuk registrò due assist nel suo esordio con la maglia dei Devils nel successo per 4–3 contro i Toronto Maple Leafs. La stagione disputata a metà fra Atlanta e New Jersey si concluse con 41 reti e 44 assist per un totale di 85 punti.
Koval'čuk diventò ufficialmente unrestricted free agent il 1º luglio 2010. Dopo aver ricevuto nei giorni successivi numerose proposte, in particolare da parte dei Los Angeles Kings, il giocatore si accordò per un contratto di 17 stagioni dal valore di 102 milioni di dollari per restare ai Devils. La lunghezza di tale contratto superò il record assoluto nella storia della NHL. Tuttavia la NHL il giorno successivo dichiarò nullo il contratto, affermando che avrebbe scavalcato le regole imposte dal salary cap.
Il 4 settembre 2010 fu presentato alla NHL un secondo contratto, successivamente approvato dalla lega e dalla NHLPA, del valore di 100 milioni di dollari e valido per 15 anni. Tuttavia a causa della violazione del Salary Cap i Devils furono multati per 3 milioni di dollari, e inoltre avrebbero dovuto rinunciare ad una scelta al terzo giro nel NHL Entry Draft 2011 ed una scelta al primo giro entro le quattro stagioni successive.
Il 10 febbraio 2011, grazie alla rete vincente segnata da Koval'čuk contro i Toronto Maple Leafs, l'allenatore dei Devils Jacques Lemaire poté festeggiare la 600ª partita vinta in carriera. Il primo hat trick da giocatore dei New Jersey Devils giunse invece il 14 febbraio 2012 contro i Buffalo Sabres, partita vinta 4-1 dai Devils. Al termine della stagione 2011-2012 fu inserito nell'NHL First All-Star Team come migliore ala sinistra della lega.
Nei playoff, andò a segno per la prima volta in gara-2 dei quarti di finale, nella gara persa per 4-2 con i Florida Panthers, il 15 aprile. Andò a segno anche in gara-6 della finale di Conference, il 25 maggio, partita vinta 3-2 con i New York Rangers: in questo modo, i Devils raggiunsero la finale di Stanley Cup. Tuttavia, pur contribuendo con un gol, peraltro nella gara-4 vinta per 3-1 con i Los Angeles Kings, la serie si chiuse sul 4-2 per i californiani, che vinsero la coppa. Con 19 punti (frutto di 8 gol ed 11 assist) risultò il terzo miglior marcatore dei playoff.
Nel corso del lock-out dell'NHL, fece ritorno in Russia presso lo SKA San Pietroburgo, dove fu nominato subito capitano. Prese anche parte all'All-Star Game della KHL, giocando per la Western Conference. Con lo SKA disputò 36 gare, con 18 gol e 24 assist, per poi fare ritorno in New Jersey al termine del lock-out. Nella stagione ridotta a 48 partite, segnò 11 gol e 20 assist in 37 gare, con i Devils che fallirono la qualificazione ai playoff.

#### Ritorno in Russia
L'11 luglio 2013 Il'ja Koval'čuk annunciò il suo ritiro immediato dalla National Hockey League a trent'anni di età. Sebbene il general manager dei Devils Lou Lamoriello fosse già a conoscenza della volontà di Koval'čuk di ritornare in patria fin dai mesi del lockout, per il pubblico e i media il ritiro fu una notizia inaspettata. Il giocatore era sotto contratto per altre dodici stagioni con la franchigia del New Jersey. Koval'čuk motivò tale scelta per poter stare più vicino alla propria famiglia. Il 15 luglio lo SKA San Pietroburgo ufficializzò l'ingaggio di Koval'čuk con un contratto valido fino al termine della stagione 2016-2017.

### Nazionale
Il'ja Koval'čuk esordì con la nazionale U18 nel mondiale del 2000, conquistando la medaglia d'argento, mentre l'anno successivo, oltre al titolo mondiale, si aggiudicò i titoli di capocannoniere e miglior attaccante. Nella stessa stagione disputò anche un mondiale con la selezione Under-20, concludendo solo al settimo posto.
L'anno seguente fece il suo esordio con la Russia torneo olimpico nei giochi di Salt Lake City del 2002. In quell'occasione mise a segno 3 punti in 6 gare, conquistando la medaglia di bronzo. Il debutto al Campionato mondiale avvenne nel 2003, senza riuscire tuttavia a vincere una medaglia.
Koval'čuk fu chiamato per disputare anche il torneo olimpico ai Giochi olimpici di Torino. Nel successo per 9-2 contro la Lettonia il 19 febbraio 2006 mise a segno quattro reti, tuttavia ritornò senza una medaglia dopo la sconfitta nella finale per il terzo posto.
Nel mondiale del 2008 Koval'čuk fu autore di due sole reti, risultate tuttavia decisive per la conquista del titolo. Entrambe giunsero in finale contro i padroni di casa del Canada: la prima rete portò l'incontro all'overtime, mentre la seconda fu il gol decisivo che chiuse l'incontro. L'anno successivo trascinò la Russia al secondo oro consecutivo, conquistando inoltre il titolo di MVP del torneo.

## Palmarès

### Club
- Coppa Gagarin: 1

SKA S. Pietroburgo: 2014-2015

### Nazionale
- Campionato mondiale di hockey su ghiaccio: 2

Canada 2008, Svizzera 2009
- Campionato mondiale di hockey su ghiaccio Under-18: 1

Finlandia 2001

### Individuale
- Maurice Richard Trophy: 1

2003-2004
- NHL First All-Star Team: 1

2011-2012
- NHL Second All-Star Team: 1

2003-2004
- NHL All-Rookie Team: 1

2001-2002
- NHL All-Star Game: 3

2004, 2008, 2009
- KHL All-Star Game: 3

2013, 2014, 2015
- Campionato mondiale di hockey su ghiaccio All-Star Team: 1

Svizzera 2009
- Miglior attaccante del Campionato mondiale di hockey su ghiaccio: 1

Svizzera 2009
- Maggior numero di assist al Campionato mondiale di hockey su ghiaccio: 1

Germania 2010 (10 assist)
- Capocannoniere del Campionato mondiale di hockey su ghiaccio: 1

Germania 2010 (12 punti)
- MVP dell'Campionato mondiale di hockey su ghiaccio: 1

Svizzera 2009
- Campionato mondiale di hockey su ghiaccio Under-18 All-Star Team: 1

Finlandia 2001
- Miglior attaccante del Campionato mondiale di hockey su ghiaccio Under-18: 1

Finlandia 2001
- Maggior numero di gol al Campionato mondiale di hockey su ghiaccio Under-18: 1

Finlandia 2001 (11 gol)
- Capocannoniere del Campionato mondiale di hockey su ghiaccio Under-18: 1

Finlandia 2001 (15 punti)